# Kay Parker
Pour les articles homonymes, voir Parker.
Kay Parker est une actrice de cinéma pornographique britannique née à Birmingham (Angleterre) le 28 août 1944 et morte le 14 octobre 2022 à Los Angeles (Californie).

## Biographie

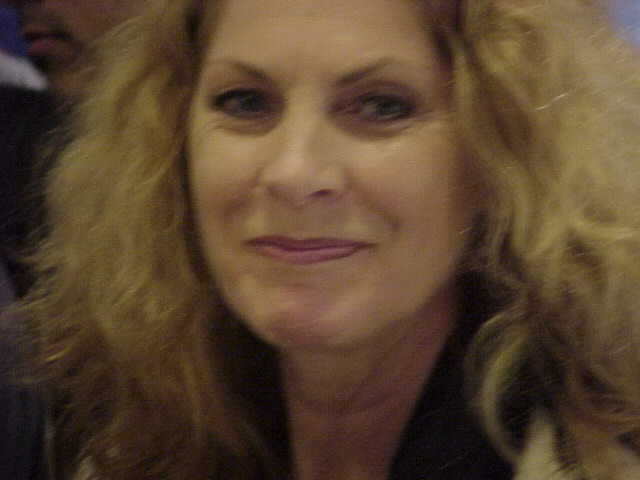
Kay Parker en 1999.

C'est John Leslie qui lui propose de commencer les films X.
Kay Parker est réputée notamment pour ses rôles dans Taboo, grande série des années 80 où elle interprète souvent le rôle d'une mère incestueuse. Elle apparaît dans le film La Cage aux poules en 1982.
Elle est membre de l'AVN Hall of Fame.

## Récompenses
- 1983 : AFAA Award, Adult Film Association of America, Best Supporting Actress pour Sweet Young Foxes (1983)
- 1985 : XRCO Awards Special Merit Award
- AVN Hall of Fame